# Slovenien ved vinter-OL 2018
Slovenien deltager i vinter-OL 2018 i Pyeongchang, Sydkorea i perioden 9. – 25. februar 2018.

## Deltagere
Følgende atleter vil deltage i nedennævnte sportsgrene: 
| Sportsgren         | Herrer | Damer | Total |
| ------------------ | ------ | ----- | ----- |
| Alpint skiløb      | 6      | 5     | 11    |
| Freestyle skiløb   | 1      | 0     | 1     |
| Ishockey           | 25     | 0     | 25    |
| Kælk               | 1      | 0     | 1     |
| Langrend           | 2      | 6     | 8     |
| Nordisk kombineret | 2      | 0     | 2     |
| Skihop             | 5      | 4     | 9     |
| Skiskydning        | 5      | 2     | 7     |
| Snowboard          | 5      | 2     | 7     |
| Total              | 52     | 19    | 71    |

## Medaljer
| 2018 Pyeongchang | Guld | Sølv | Bronze | Total |
| Slovenien        | 0    | 1    | 1      | 2     |